# Janusz Żebrowski
Janusz Władysław Żebrowski (ur. 28 czerwca 1932 w Złotnikach, zm. 10 września 2010 w Warszawie) – polski dyplomata i politolog specjalizujący się w tematyce państw bliskowschodnich, chargé d’affaires w Syrii (1963, 1980–1981), Maroku (1972–1973) i Włoszech (1989–1990).

## Życiorys
Ukończył Liceum Spółdzielcze w Krakowie (1950), studia na Wydziale Dyplomatyczno-Konsularnym Szkoły Głównej Służby Zagranicznej w Warszawie oraz podyplomowe studium służby zagranicznej przy Wyższej Szkole Nauk Społecznych przy KC PZPR (1977). W okresie studenckim należał do Związku Młodzieży Polskiej.
We wrześniu 1955 został zatrudniony w Ministerstwie Spraw Zagranicznych (MSZ) jako referent, a następnie radca w Departamencie V. Pracował jako: attaché oraz II sekretarz Konsulatu Generalnego PRL w Damaszku (marzec 1959 – sierpień 1964; w 1963 w charakterze chargé d’affaires ad interim), starszy radca w centrali MSZ (wrzesień 1964 – marzec 1966), zastępca Szefa Delegacji do Komisji Nadzorczej Państw Neutralnych w Panmundżom (marzec 1966 – kwiecień 1967), starszy radca w Departamencie Kadr MSZ (do sierpnia 1969), w ambasadzie PRL w Rabacie (sierpień 1969 – października 1973), gdzie po śmierci ambasadora Feliksa Niedbalskiego od stycznia 1972 do 1973 pełnił funkcję chargé d’affaires ad interim. Następnie był starszym ekspertem i radcą ministra w MSZ (listopada 1973 – 1977) oraz radcą ambasady PRL w Damaszku (28 maja 1977 – 14 września 1981), w tym od 1980 do 1981 jako chargé d’affaires ad interim. W latach 1981–1985 pełnił funkcję wicedyrektora Departamentu V MSZ. Od 2 września 1985 do 17 lipca 1989 był radcą – ministrem pełnomocnym w Ambasadzie w Rzymie, w tym od 27 stycznia 1986 jako konsul generalny PRL w San Marino. Pomiędzy październikiem 1989 a sierpniem 1990 pozostawał chargé d’affaires rzymskiej ambasady.
7 września 1965 został członkiem Polskiej Zjednoczonej Partii Robotniczej. W ramach struktur partyjnych był I sekretarzem podstawowej organizacji partyjnej przy Ambasadzie PRL w Rabacie (1972–1973).
Syn Józefa i Rozalii. Pochowany na Cmentarzu Wolskim w Warszawie.

## Publikacje książkowe
- Janusz Żebrowski, Libia, Warszawa: Książka i Wiedza, 1978, OCLC 831045648. Brak numerów stron w książce[9]
- Janusz Żebrowski, Maroko: współczesność a historia, Świat Orientu, Warszawa: Dialog, 2001, ISBN 978-83-88238-50-5. Brak numerów stron w książce[2]
- Janusz Żebrowski, Dzieje Syrii: od czasów najdawniejszych do współczesności, Dzieje Orientu, Warszawa: Wydawnictwo Akademickie Dialog, 2011, ISBN 978-83-61203-75-9. Brak numerów stron w książce